# Guano
För andra betydelser, se Guano (olika betydelser).

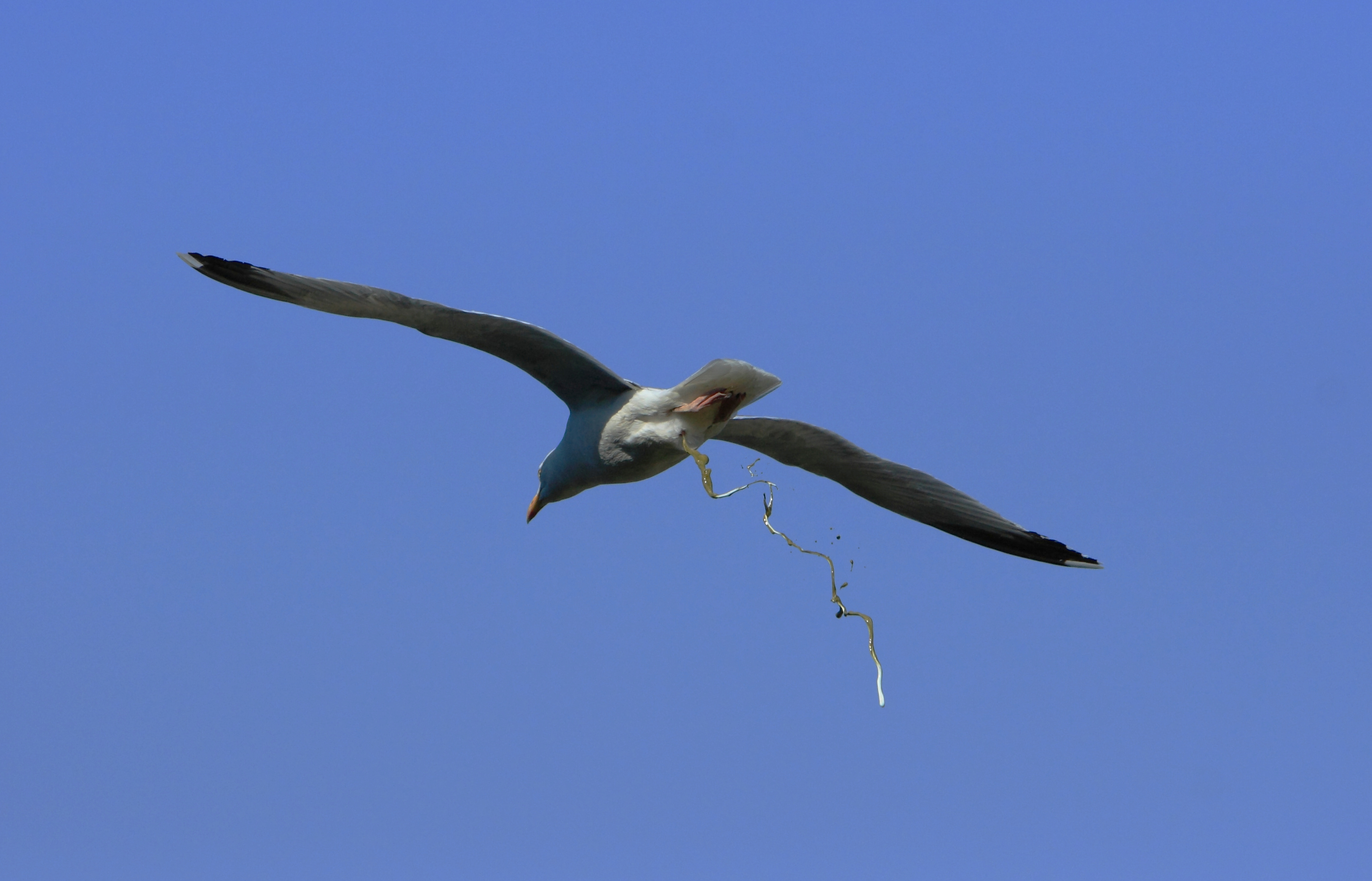
En gråtrut som avger guano.

Guano är namnet på spillning från havsfåglar, fladdermöss och sälar, som används som gödsel. Guano används också som en allmän term om alla sorters fågelspillning. Guano är ett mycket effektivt naturgödsel tack vare sitt höga innehåll av kväve, fosfor och kalium, som är viktiga växtnäringar. Under 1800-talet var handeln med guano mycket ekonomiskt viktig och bidrog kraftigt till effektivisering av jordbruket. Ur guano utvanns förr fosfat och nitrat, som råvaror till konstgödsel och sprängämnen.
Man skiljer mellan egentlig guano och guanofosfat, av vilka det första är torrt avlagrat så att vattenlösliga ämnen kvarstannat medan det andra är avlagrat så att urlakning med regnvatten har inträffat.
Guano är numera främst av historiskt intresse, men har fortfarande ett antal användningsområden inom jordbruk och trädgård. Det har också på senare tid fått ett uppsving som naturgödsel inom det ekologiska jordbruket.

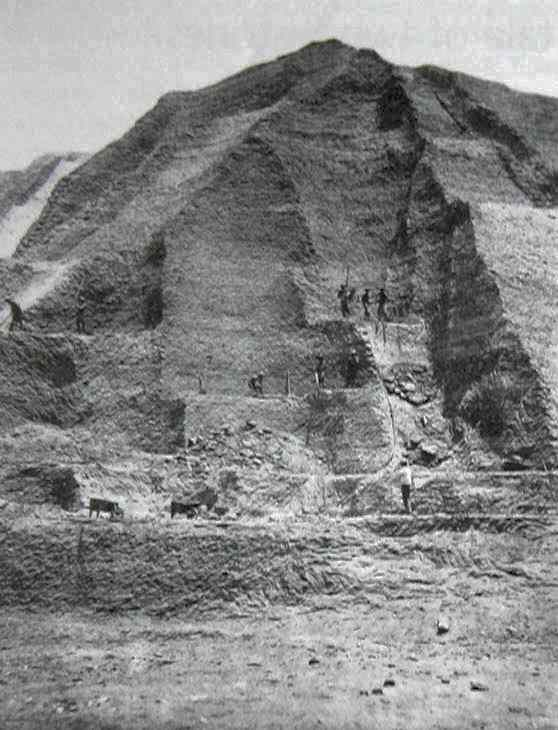
Brytning av fågelguano

## Fågelguano

### Förekomst
De största lagren av egentlig guano har påträffats längs Perus kust och på öar längs denna kust. Guano är, så som den förekommer på fyndorterna, en brun, pulverformig massa, som innehåller hårda klumpar, förstenade fågelägg, sand, sten och mumifierade delar av fåglar och smådjur. Lukten är tydligt ammoniakaktig, men med en karaktäristisk bilukt. Guanon består huvudsakligen av kalcium- och magnesiumammoniumsulfat, ammoniumurat, -fosfat, -oxalat, -sulfat, -karbonat och –huminat, samt olika kalium- och natriumföreningar och växlande mängd av lera, sand och vatten.

### Behandling
Vid behandling med svavelsyra erhålls s.k. löst peruguano, som innehåller fosforsyra i form av lättlösligt, surt kalciumfosfat, medan nästan allt kväve omvandlas till ammoniumsulfat. Samtidigt bildas något kalciumsulfat (gips), som vid lagring binder vatten, så att den färdiga produkten är ett ganska torrt pulver, som är lättare att hantera än den råa guanon.

### Guanofosfat
Guanofosfat har genom urlakning förlorat sin halt av lösliga salter, bland annat nästan allt kväve, och består i huvudsak av olösligt kalciumfosfat. Då det därför ej är användbart som gödningsmedel utan vidare behandling, företas en omvandling till superfosfat genom behandling med svavelsyra. Dess värde beror på halten av fosforsyra och på halten av järn- och aluminiumoxid, samt lätt sönderdelade silikater. De senare bör hålla lägsta möjliga halt p.g.a. dess skadliga inverkan på superfosfaten.
Guanofosfat kom huvudsakligen från öarna i Stilla havet men befintliga lager är nu uttömda.
Guano kan också beteckna gödningsmedel tillverkat ur fiskrester och dylikt. Även denna typ av guano har nu begränsat intresse. Sedan tillverkningsmetoderna för konstgödsel utvecklats har dess betydelse som gödselmedel gått starkt tillbaka eftersom de använda råvarorna istället kommit till användning för tillverkning av fisk- eller köttmjöl som kreatursfoder.